# Questa terra è la mia terra (libro)
Questa terra è la mia terra (Bound for Glory) è una semi-realistica autobiografia del cantautore folk Woody Guthrie. Il libro narra l'infanzia di Guthrie, i suoi viaggi attraverso gli Stati Uniti vagabondando su treni, e verso la fine del libro racconta gli inizi da cantante. Alcune delle esperienze di raccolta di frutta, così come quelle in un campo di vagabondi, riecheggiano quelle descritte in Furore di John Steinbeck.
Pubblicato nel 1943, è stato poi ripubblicato nel 1976 con una prefazione di Studs Terkel dopo l'uscita dell'omonimo adattamento cinematografico.